# 八幡町立八幡第二小学校
八幡町立八幡第二小学校 （はちまんちょうりつ はちまんだいにしょうがっこう）は、かつて岐阜県郡上郡八幡町（現・郡上市）に存在した公立小学校。

## 概要
- 校区は五町、瀬取、有坂であった。1994年廃校。
- 校区のうち五町、瀬取は旧・川合村。有坂は旧・西川村である。有坂は1957年に大和村から八幡町に編入されている。
- 施設のうち、体育館（1969年竣工）は2024年時点では現存し、五町体育施設となっている。2019年3月15日に耐震改修増築工事が完了し、4月1日にリニューアルオープンした。
- 敷地内には、グラウンドと校門と校歌碑が残っている。

## 沿革
八幡第二小学校は1959年に川合小学校五町分校が独立して開校している。ここではそれ以前についても記述する。
- 1873年（明治6年） - 
  - 五町村、瀬取村に神路学校[注釈 2]五町支校、瀬取支校が開校する。
  - 坪佐村に万場学校[注釈 3]の坪佐支校が開校する。
- 1874年（明治7年） - 坪佐支校が万場学校から独立し、坪沙学校となる。
- 1875年（明治8年） - 坪沙学校が有坂学校に改称する。
- 1882年（明治15年） - 有坂学校が新築移転。
- 1886年（明治19年） - 
  - 五町支校、瀬取支校が神路学校から独立し、五町簡易科小学校、瀬取簡易科小学校となる。
  - 有坂学校が有坂簡易科小学校に改称する。
- 1893年（明治26年） - 
  - 五町簡易科小学校と瀬取簡易科小学校を統合し、五町尋常小学校となる。
  - 　有坂簡易科小学校が有坂尋常小学校に改称する。
- 1897年（明治30年）4月1日 - 
  - 中坪村、初音村、河鹿村、五町村、瀬取村 が合併し、川合村が発足。
  - 有坂村、名皿部村、島村、落部村と合併し西川村が発足。
- 1905年（明治38年） - 有坂尋常小学校の校区の一部（場皿）が、西川尋常高等小学校校区に移る。
- 1908年（明治41年）5月 - 五町尋常小学校が川合尋常高等小学校に統合され、川合尋常高等小学校五町分教場となる。
- 1921年（大正10年） - 有坂尋常小学校が新築移転。
- 1937年（昭和12年） - 五町分教場が新築移転。
- 1941年（昭和16年）4月1日 - 
  - 川合尋常小学校五町分教場が川合国民学校五町分教場に改称する。
  - 有坂尋常小学校が有坂国民学校に改称する。
- 1943年（昭和18年） - 有坂国民学校が川合国民学校五町分教場に統合され、廃校。
- 1947年（昭和22年）4月1日 - 川合村立川合小学校五町分校となる。
- 1954年（昭和29年）
  - 1月24日 - 火災により校舎が全焼する。
  - 8月 - 校舎を再建する。
- 1954年（昭和29年）12月15日 - 八幡町、相生村、川合村、口明方村、西和良村が合併し、八幡町が発足。郷地に八幡町立川合小学校五町分校に改称する。
- 1959年（昭和34年）
  - 4月1日 - 五町分校が川合小学校から独立し、八幡町立五町小学校として開校する。
  - 11月3日 - 八幡町立八幡第二小学校に改称する。
- 1969年（昭和44年） - 体育館が完成する。
- 1994年（平成6年）3月31日 - 川合小学校に統合され、廃校[注釈 4]。